# Campeonato Cearense de Futebol de 2021 - Série B
O Campeonato Cearense de Futebol de 2021 Série B (oficialmente, Campeonato Cearense da Série B 2021) foi a 29ª edição do torneio, organizado pela Federação Cearense de Futebol.

## Regulamento
O campeonato terá uma fase única, onde as equipes jogam na disputa de pontos corridos, todos contra todos, com apenas jogos de ida. O primeiro colocado e melhor pontuado irá se sagrar campeão e junto com o segundo colocado serão promovidos para o  Campeonato Cearense de 2022. Os dois piores colocados serão rebaixados para o  Campeonato Cearense da Terceira Divisão de 2022. Os critérios de desempate são.
1. Maior número de vitórias;
2. Maior saldo de gols;
3. Maior número de gols pró;
4. Confronto direto (entre dois clubes somente);
5. Sorteio.

## Participantes
| Equipe     | Cidade            | Em 2020      | Estádio (capacidade)         | Títulos            |
| ---------- | ----------------- | ------------ | ---------------------------- | ------------------ |
| Cariri     | Juazeiro do Norte | 2° (Série C) | Romeirão (10.000)            | 0 (não possui)     |
| Floresta   | Fortaleza         | 7° (Série A) | Domingão (10.500)            | 0 (não possui)     |
| Horizonte  | Horizonte         | 8° (Série A) | Domingão (10.500)            | 1 (em 2007)        |
| Iguatu     | Iguatu            | 6°           | Morenão (3.300)              | 1 (em 2017)        |
| Itapipoca  | Itapipoca         | 3°           | Perilão (10.000)             | 2 (em 2002 e 2013) |
| Maracanã   | Maracanaú         | 1° (Série C) | Estádio Almir Dutra (18.000) | 1 (em 2012)        |
| Maranguape | Maranguape        | 4°           | Moraisão (5.000)             | 0 (não possuí)     |
| Pacatuba   | Pacatuba          | 7°           | Albertão (3.000)             | 0 (não possuí)     |
| Tiradentes | Fortaleza         | 8°           | Presidente Vargas (38.515)   | 2 (em 1968 e 2015) |
| União      | Fortaleza         | 5°           | Castelão (60.352)            | 0 (não possuí)     |

## Primeiro turno
| Pos | Times         | Pts | J | V | E | D | GP | GC | SG  |
| --- | ------------- | --- | - | - | - | - | -- | -- | --- |
| 1   | Maracanã-CE   | 20  | 9 | 6 | 2 | 1 | 14 | 7  | +7  |
| 2   | Iguatu        | 19  | 9 | 6 | 1 | 2 | 18 | 6  | +12 |
| 3   | Horizonte     | 17  | 9 | 5 | 2 | 2 | 14 | 6  | +8  |
| 4   | Maranguape    | 17  | 9 | 5 | 2 | 2 | 13 | 8  | +5  |
| 5   | Tiradentes-CE | 14  | 9 | 4 | 2 | 3 | 10 | 8  | +2  |
| 6   | Cariri        | 12  | 9 | 3 | 3 | 3 | 10 | 9  | +1  |
| 7   | Floresta      | 9   | 9 | 2 | 3 | 4 | 8  | 10 | –2  |
| 8   | Itapipoca     | 8   | 9 | 2 | 2 | 5 | 7  | 12 | –5  |
| 9   | União-CE      | 8   | 9 | 2 | 2 | 5 | 5  | 11 | –6  |
| 10  | Pacatuba      | 1   | 9 | 0 | 1 | 8 | 2  | 24 | –22 |

|               | CAR | FLO | HOR | IGU | ITA | MEC | MFC | PAC | TIR | UNI |
| ------------- | --- | --- | --- | --- | --- | --- | --- | --- | --- | --- |
| Cariri        | —   | –   | 0–2 | 0–0 | –   | –   | 2–0 | 3–0 | 1–1 | –   |
| Floresta      | 2–2 | —   | –   | –   | –   | –   | 1–2 | 2–0 | –   | 2–1 |
| Horizonte     | –   | 2–0 | —   | 0–1 | 2–0 | 1–3 | –   | –   | 1–1 | –   |
| Iguatu        | –   | 1–0 | –   | —   | 2–0 | 1–3 | –   | –   | –   | 3–0 |
| Itapipoca     | 1–2 | 0–0 | –   | –   | —   | –   | –   | –   | 2–1 | –   |
| Maracanã-CE   | 1–0 | –   | –   | –   | –   | —   | 0–1 | 3–2 | –   | 1–0 |
| Maranguape    | –   | –   | 1–1 | 2–0 | 3–2 | –   | —   | –   | 0–1 | –   |
| Pacatuba      | –   | –   | 0–2 | 0–7 | 0–1 | –   | 0–3 | —   | –   | 0–0 |
| Tiradentes-CE | –   | 1–0 | –   | 1–3 | –   | 0–1 | –   | 3–0 | —   | 1–0 |
| União-CE      | 2–0 | –   | 0–3 | –   | 1–0 | –   | 1–1 | –   | –   | —   |

| Vitória do mandante; Vitória do visitante; Empate. |